# Stadtmanagement
Stadtmanagement (auch Citymanagement oder Quartiersmanagement) bezeichnet ein ausschließlich auf das Gebiet einer Stadt bezogenes Regionalmanagement. Der Begriff tritt häufig in Zusammenhang mit der Realisierung von Stadtmarketing- und Standortmarketing-Konzepten auf.
In der Praxis ist Stadtmanagement durch eine starke Beschränkung auf die Interessenwahrnehmung innerstädtischer Akteure in betriebswirtschaftlicher Logik geprägt. Über die Anerkennung städtischer Komplexität wird versucht, Hinweise auf mögliche Umgangsweisen mit der prekären Zukunft des städtischen Raums zu geben. Dabei werden die klassischen Grenzen von Stadtplanung, Ökonomie und Soziologie überwunden. Dabei kommt dem Instrument des Stadtmanagements eine bedeutende, jedoch keine zentrale Rolle zu.
Das Tätigkeitsfeld des Stadt-, City- oder Quartiersmanagement ist von einer heterogenen Struktur geprägt, wodurch es nur schwer möglich die neue Disziplin zu wissenschaftlich zu bewerten. Ein Problem ist vor allem, dass es keine klare Definition des Begriffs gibt und das Berufsfeld des Stadtmanagers sehr vielseitig sein kann, da sich von Stadt zu Stadt unterscheiden kann. Eindeutig ist jedoch, dass durch Stadtmanagement ökonomische und soziale Aspekte der Raum- und Stadtplanung kombiniert werden sollen, wodurch ein Dialog mit der Bevölkerung sowie effektive Öffentlichkeitsarbeit erleichtert wird. Damit spielt Stadtmanagement eine wichtige Rolle in der Umsetzung der nachhaltigen Stadtentwicklung.
Stadtmanagement spielt häufig in sozialen Brennpunkten oder bei Themen wie Integration von Ausländern, Minderheiten und sozialen Randgruppen eine wichtige Rolle.